# Адвент у Загребу
Адвент у Загребу традиционална је претпразнична манифестација која се одржава у време Адвента и Божића на више места у центру Загреба уз богат културно-забавни програм. Почиње крајем новембра и траје до краја децембра.
Адвент у Загребу почиње паљењем прве адвентске свеће на Тргу бана Јелачића, код Мандушевца. На улицама око Трга бана Јосипа Јелачића одржава се традиционална Божићна пијаца. Рукотворине, ликовни уметници и произвођачи традиционалних хрватских производа нуде божићне поклоне, слаткише и медењаке, шарене украсе, божићни накит и сувенире. 
На главном загребачком тргу у близини великог сата кити се велика јелка, а на позорници се одржавају посебни концерти.
На Каптолу испред Катедрале се редовно организује Живе јаслице. Сценографија приказује Исусову шталу и родно место Витлејем, а у представи учествују Света породица, мудраци, пастири, домаће животиње и др 
Адвент у Загребу се одржава и на другим местима као што су Зрињевац, Цвјетни трг, Европски трг, код Успињача и др. Догађаји на Зрињевцу укључују певање божићних песама, валцер, сувенире и традиционална јела.
На углу Прашког и Јелачићевог трга креће ЗЕТ-ов Весели божићни трамвај, а приказује Деда Мраза и друге празничне или цртане ликове. 
Од 2014. је Ледени парк на Томиславовом тргу који обухвата клизалиште, угоститељски и музички програм. 
Адвент у Загребу је три пута заредом у 2016. години проглашен најбољом туристичком дестинацијом за божићне празнике у Европи, 2017 и 2018. године.